# Raymond Domenech
Raymond Domenech, född 24 januari 1952 i Lyon, är en fransk fotbollstränare. Mellan 2004 och 2010 var han förbundskapten för det franska herrlandslaget.

## Karriär
Efter att Frankrike åkt ur EM-slutspelet i Portugal, presenterades Raymond Domenech som ny förbundskapten. Frankrike hade misslyckats i två raka mästerskap efter EM-guldet 2000 och förbundet krävde nu minst en semifinalplats i VM i Tyskland 2006. Redan i kvalspelet låg man illa till och Domenech var tvungen att övertyga tre spelare från den gyllene generationen, Claude Makélélé, Lilian Thuram och Zinedine Zidane, att fortsätta för att hjälpa laget att nå VM-slutspelet. Man lyckades ta sig till VM och gick där ända till final där man förlorade mot Italien på straffar.
Den 26 december 2020 blev Domenech anställd som ny huvudtränare i Nantes. Den 10 februari 2021 blev Domenech avskedad av Nantes efter att inte vunnit någon match med klubben.